# Melodični death metal
Melodični death metal je neuradna, pogosto subjektivna oznaka death metal skupin, kjer ima velik pomen »harmonija« v koleraciji med glasom in inštrumentalom, v nasprotju s tradicionalnim »ekstremnim« death metalom.
Na splošno je melodični death metal zelo težko kategorizirati, saj se prekriva z več drugimi zvrstmi metala, npr. »doom/death« (skupine My Dying Bride, Paradise Lost, Anathema). Kakorkoli že, največkrat se uporablja v povezavi z gothenburg metalom iz začetka devetdesetih let 20. stoletja, z značilnimi 3 skupinami:  At The Gates, In Flames in Dark Tranquillity.